# Olympische Sommerspiele 1996/Teilnehmer (Antigua und Barbuda)
| Gelbes Symbol für Goldmedaillen mit stilisierten Olympischen Ringen | Graues Symbol für Silbermedaillen mit stilisierten Olympischen Ringen | Braundes Symbol für Bronzemedaillen mit stilisierten Olympischen Ringen |
| ------------------------------------------------------------------- | --------------------------------------------------------------------- | ----------------------------------------------------------------------- |
| —                                                                   | —                                                                     | —                                                                       |

Antigua und Barbuda nahm 1996 zum fünften Mal an den Olympischen Sommerspielen teil. Die Olympiamannschaft bestand aus 13 Athleten.

## Teilnehmer nach Sportarten

### Leichtathletik
- N’Kosie Barnes, Michael Terry, Mitchell Browne und Howard Lindsay
Männer, 4 × 400 m Staffel, in der Vorrunde ausgeschieden
- Dine Potter, Sonia Williams, Charmaine Thomas und Heather Samuel
Frauen, 4 × 400 m Staffel, in der Vorrunde ausgeschieden

### Kanu
- Heidi Lehrer
Frauen, Einer-Kajak 500 m, 1. Runde
- Jacob Lehrer, Pieter Lehrer
Männer, Zweier-Kajak 1000 m, 1. Runde

### Radsport
- Rory Gonsalves
Männer, Cross Country, 38. Platz

### Segeln
- Karl James
Laser, 43. Platz